# Церковь Успения Пресвятой Богородицы на Остоженке
Церковь Успения Пресвятой Богородицы на Остоженке — утраченный православный храм, находившийся в Москве, на улице Остоженка, на месте нынешнего сквера Тургенева. В обиходе упоминалась как Богородицкая церковь или Успенская церковь.
Известна с 1625 года как церковь Иоанна Лествичника. В 1668—1670 годах было сооружено каменное здание церкви. В 1877 году церковь была перестроена по проекту московского архитектора Наркиза Зборжевского. К началу XX столетия представлял собой одноглавый четверик с трапезной и колокольней. В небольшом основном приделе церкви располагался пятиярусный старинный иконостас. Церковь была построена в стиле классицизма. Существовали приделы Сретения Господня и Николая Чудотворца.
Церковь Успения Пресвятой Богородицы на Остоженке являлась приходской для семьи Тургеневых. Поблизости от церкви располагался особняк (ныне известный как Дом Муму или Музей И. С. Тургенева), где в 1840—1850 годах жила мать Ивана Тургенева. В этой церкви её же и отпевали после кончины в 1850 году.
Церковь была закрыта в ноябре 1933 года по постановлению Моссовета и разрушена в 1934 году.